# Kurija Brnjaković
Kurija Brnjaković je kasnobarokna kurija obitelji Brnjaković.
Nalazi se u jezgri grada Iloka, Trg sv. Ivana Kapistrana 5. Građena je krajem 17. stoljeća i početkom 18. stoljeća. Dao ju je izgraditi barun Brnjaković.
Godine 1803. umro je posljednji barun Brnjaković i vlasništvo nad kurijom preuzima iločko vlastelinstvo knezova Odescalchi. Zgrada je uskoro udomila javne ustanove. Do 1914. godine u njoj je bio sud, poslije škola, đački dom te od 1952. do 1966. godine Muzej grada Iloka, koji je nakon rušenja kurije preseljen u dvorac. Kurija je morala biti srušena jer je u tlu ispod i okolo kurije nastao poremećaj. Srušena je 1967. godine zbog velikih pukotina u zidovima i svodovima od tog poremećaja. Prije Domovinskog rata, na mjestu srušene stare kurije izgrađena je nova zgrada, ista izgleda. Obnovljena je i za javnost ponovo otvorena svibnja 2012. godine. U njoj je višenamjenski Centar za posjetitelje s turističko-informacijskim centrom, vinotekom te prostorima za održavanje seminara i druge kulturno-turističke potrebe. Uređene su površine engleskog i francuskog parka te stare tržnice.
Zgrada je na jedan kat. Tloris je izduženi pravokutnik. Bila je prislonjena s unutarnje strane na gradske zidine nadomak Franjevačkoj crkvi. Pročelje kurije bilo je jednostavno. Imalo je samo ritam prozora. Štitili su ih lijepo oblikovane barokne rešetke od kovanog željeza i razdjelni međukatni vijenac na glavnom, južnom pročelju.

## Vanjske poveznice
- Turistička zajednica Vukovarsko-srijemske županije  Arhivirana inačica izvorne stranice od 14. prosinca 2017. (Wayback Machine) Što vidjeti i doživjeti ) Gastronomija • Vinski podrumi i kušaonice